# Dominicaanse Republiek op de Olympische Zomerspelen 1988
De Dominicaanse Republiek nam deel aan de Olympische Zomerspelen 1988 in Seoel, Zuid-Korea. In tegenstelling tot de vorige editie werden er geen medailles gewonnen.

## Deelnemers en resultaten

### Atletiek
| Olympiër         | Onderdeel       | Resultaat | Prestatie                                                                      |
| ---------------- | --------------- | --------- | ------------------------------------------------------------------------------ |
| Juan Núñez       | 100m (m)        | 12e       | serie 3: 2de in 10,47 kwartfinale 3: 2de in 10,33 halve finale 2: 6de in 10,35 |
| Evaristo Ortíz   | 100m (m)        | 87e       | serie 11: 6de in 11,01                                                         |
| Modesto Castillo | 110m horden (m) | 23e       | serie 2: 5de in 14,40 kwartfinale 4: 6de in 14,22                              |

### Boksen
| Olympiër        | Onderdeel   | Resultaat | Prestatie |
| --------------- | ----------- | --------- | --- |
| Jesus Beltre    | -48kg (m)   | 9e        | 1ste ronde: vrij 2de ronde: W van VEN Bolivar: 4-1 3de ronde: V van URS Makhmutov: 1-4                                                                |
| Melvin de Leon  | -51kg (m)   | 5e        | 1ste ronde: vrij 2de ronde: W van NIG Ovnteni: scheidsrechterlijke beslissing 3de ronde: W van FRA Desavoye: 5-0 kwartfinale: V van URS Skriabin: 2-3 |
| Emilio Villegas | -57kg (m)   | 33e       | 1ste ronde: V van IRL Fitzgerald: 1-4 |
| José Saizozema  | -63,5kg (m) | 17e       | 1ste ronde: vrij 2de ronde: V van GHA Quartey: 0-5 |
| Pedro Fria      | -67kg (m)   | 17e       | 1ste ronde: V van ASA Masoe: scheidsrechterlijke beslissing                                                                                           |

### Gewichtheffen
| Olympiër           | Onderdeel   | Resultaat | Prestatie                    |
| ------------------ | ----------- | --------- | ---------------------------- |
| Cristian Rivera    | -56kg (m)   | DNF       | trekken: geen geldige poging |
| Frank Perez        | -82,5kg (m) | 10e       |                              |
| Francisco Guzman   | -90kg (m)   | 18e       |                              |
| José Miguel Guzman | +110kg (m)  | 13e       |                              |

### Judo
| Olympiër        | Onderdeel | Resultaat | Prestatie |
| --------------- | --------- | --------- | --------- |
| Gilberto García | -60kg (m) | 20e       |           |

### Tafeltennis
| Olympiër                      | Onderdeel      | Resultaat | Prestatie |
| ----------------------------- | -------------- | --------- | --- |
| Mario Álvarez                 | enkelspel (m)  | 49e       | groep G: 7de V van KOR Yoo: 0-3 V van POL Kucharski: 0-3 V van TCH Pansky: 1-3 V van GBR Prean: 1-3 V van HKG Vong: 2-3 V van CAN Ng: 0-3 W van TUN Sta: 3-0                                                   |
| Raymundo Fermín               | enkelspel (m)  | 57e       | groep F: 8ste V van SWE Lindh: 1-3 V van GBR Douglas: 0-3 V van TPE Huang: 0-3 V van PAK Saif: 1-3 V van YUG Kalinić: 0-3 V van BRA Kano: 0-3 V van EGY Helmy: 1-3                                             |
| Mario Álvarez Raymundo Fermín | dubbelspel (m) | 25e       | groep B: 7de V van SWE Appelgren/Waldner: 0-2 V van KOR Kim/Kim: 0-2 V van GBR Andrew/Douglas: 0-2 V van TPE Chih/Chih: 0-2 W van AUT Yi/Baer: 2-0 V van FRG Boehm/Rebel: 0-2 V van NZL Briffiths/Jackson: 0-2 |
|                               |                |           | |
| Blanca Alejo                  | enkelspel (v)  | 41e       | groep A: 6de V van CAN Domonkos: 0-3 V van HUN Urbán: 0-3 V van URS Kovtun: 0-3 V van USA Gee: 0-3 V van CHN Jiao: 0-3                                                                                         |

Afghanistan · Algerije · Amerikaanse Maagdeneilanden · Amerikaans-Samoa · Andorra · Angola · Antigua en Barbuda · Argentinië · Aruba · Australië · Bahama’s · Bahrein · Bangladesh · Barbados · België · Belize · Benin · Bermuda · Bhutan · Birma · Bolivia · Bondsrepubliek Duitsland · Botswana · Brazilië · Britse Maagdeneilanden · Brunei · Bulgarije · Burkina Faso · Canada · Centraal-Afrikaanse Republiek · Chili · China · Chinees Taipei · Colombia · Congo-Brazzaville · Cookeilanden · Costa Rica · Cyprus · Denemarken · Djibouti · Dominicaanse Republiek · Duitse Democratische Republiek · Ecuador · Egypte · El Salvador · Equatoriaal-Guinea · Fiji · Filipijnen · Finland · Frankrijk · Gabon · Gambia · Ghana · Grenada · Griekenland · Groot-Brittannië · Guam · Guatemala · Guinee · Guyana · Haïti · Honduras · Hongarije · Hongkong · Ierland · IJsland · India · Indonesië · Irak · Iran · Israël · Italië · Ivoorkust · Jamaica · Japan · Joegoslavië · Jordanië · Kaaimaneilanden · Kameroen · Kenia · Koeweit · Laos · Lesotho · Libanon · Liberia · Libië · Liechtenstein · Luxemburg · Malawi · Malediven · Maleisië · Mali · Malta · Marokko · Mauritanië · Mauritius · Mexico · Monaco · Mongolië · Mozambique · Nederland · Nederlandse Antillen · Nepal · Nieuw-Zeeland · Niger · Nigeria · Noord-Jemen · Noorwegen · Oeganda · Oman · Oostenrijk · Pakistan · Panama · Papoea-Nieuw-Guinea · Paraguay · Peru · Polen · Portugal · Puerto Rico · Qatar · Roemenië · Rwanda · Saint Vincent en de Grenadines · Salomonseilanden · Samoa · San Marino · Saoedi-Arabië · Senegal · Sierra Leone · Singapore · Soedan · Somalië · Sovjet-Unie · Spanje · Sri Lanka · Suriname · Swaziland · Syrië · Tanzania · Thailand · Togo · Tonga · Trinidad en Tobago · Tsjaad · Tsjecho-Slowakije · Tunesië · Turkije · Uruguay · Vanuatu · Venezuela · Verenigde Arabische Emiraten · Verenigde Staten · Vietnam · Zaïre · Zambia · Zimbabwe · Zuid-Jemen · Zuid-Korea · Zweden · Zwitserland